# تنام كولومبي
تنام كولومبي (الاسم العلمي: Crypturellus columbianus) هو نوع من الطيور يتبع جنس التنام مخفي الذيل من فصيلة التنامية.